# Birgit Großhennig
Birgit Großhennig (* 21. Februar 1965 in Blankenburg) ist eine ehemalige deutsche Leichtathletin.
Sie nahm 1981 und 1983 jeweils an den Junioreneuropameisterschaften teil und belegte 1981 mit 1,84 m und 1983 mit 1,85 m jeweils Platz vier im Hochsprung. Ihre persönliche Bestleistung im Hochsprung beträgt 1,88 m aus dem Jahr 1981.
Am 9. Juni 1984 sprang Birgit Großhennig 7,00 m im Weitsprung. Mit dieser Weite steht sie heute (Stand Juni 2019) noch auf Platz sieben der ewigen deutschen Bestenliste und gehört zu den 71 Springerinnen, die bis heute die 7-Meter-Marke übertroffen haben (Stand 29. November 2016).
Sie startete für Lok Blankenburg und den SC Magdeburg. In den nach der Wende öffentlich gewordenen Unterlagen zum Staatsdoping in der DDR fand sich bei den gedopten Sportlerinnen auch der Name von Großhennig.